# Casével (Castro Verde)
Casével é uma povoação portuguesa do Município de Castro Verde que foi sede da extinta Freguesia de Casével, freguesia que tinha 23,24 km² de área e 448 habitantes (2011) e 341 habitantes em 2001, e, por isso, uma densidade populacional de 19,3 hab/km².
A Freguesia de Casével foi extinta em 2013, no âmbito de uma reforma administrativa nacional, tendo sido agregada à Freguesia de Castro Verde para formar uma nova freguesia denominada União das Freguesias de Castro Verde e Casével com a sede em Castro Verde.
Foi vila e sede de concelho, formado por uma freguesia, entre 1510 e 1836. Tinha, em 1801, 400 habitantes. Pertenceu ao extinto município de Messejana entre 1836 e 1855.
Dista cerca de 10 km de Castro Verde.

## História
Recebeu foral de D. Manuel I a 20 de Setembro de 1510 e foi sede de concelho até 1836, altura em que passou a pertencer ao concelho de Messejana. Só a 24 de Outubro de 1855 foi incluído no concelho (atual município) de Castro Verde.

## Património
Ao nível do património artístico, São João Baptista de Casével, possui uma peça única de ourivesaria com mais de oitocentos anos, a célebre Cabeça-Relicário de São Fabião. É uma cabeça em tamanho natural, toda em prata, contendo no seu interior um crânio humano que se "diz" ser do papa e mártir do Cristianismo, S. Fabião. Reza a história que esta relíquia veio para Portugal no século XIII, pela mão da princesa D. Vataça Láscaris. A peça pode ser apreciada na exposição do Tesouro da Basílica Real de Castro Verde.
Em Casével existe uma boa oportunidade de contactar com o cante alentejano e a gente que lhe dá voz, graças à Associação de Cante Alentejano "Vozes das Terras Brancas", que dinamiza os grupos corais "Vozes de Casével" e "Antigas Mondadeiras" e tem aberto ao público a sede da Associação, que fica junto no Largo Central, e onde se pode ouvir cantar, petiscar e apreciar um vasto conjunto de utensílios ligados à tradição etnográfica da freguesia.
Localidade harmoniosamente encaixada na paisagem, não deixa de ser interessante um passeio a pé pelas suas ruas estreitas e frescas e admirar a extraordinária peça em ferro que ilustra a entrada de Casével, homenageando os grupos corais e o cante alentejano.

## Património arquitetónico
- Ermida de São Sebastião
- Igreja Matriz de Casével
- Igreja da Misericórdia de Casével
- Igreja de São Miguel dos Gregórios

## Personalidades
Nasceu em Casével Alfredo Luís da Costa (24 de novembro de 1883 — Lisboa, 1 de fevereiro de 1908), um dos regicidas que participou no atentado que vitimou o rei D. Carlos e o Príncipe Luís Filipe.

## População
| População da freguesia de Casével (1864 – 2011) | População da freguesia de Casével (1864 – 2011) | População da freguesia de Casével (1864 – 2011) | População da freguesia de Casével (1864 – 2011) | População da freguesia de Casével (1864 – 2011) | População da freguesia de Casével (1864 – 2011) | População da freguesia de Casével (1864 – 2011) | População da freguesia de Casével (1864 – 2011) | População da freguesia de Casével (1864 – 2011) | População da freguesia de Casével (1864 – 2011) | População da freguesia de Casével (1864 – 2011) | População da freguesia de Casével (1864 – 2011) | População da freguesia de Casével (1864 – 2011) | População da freguesia de Casével (1864 – 2011) | População da freguesia de Casével (1864 – 2011) |
| ----------------------------------------------- | ----------------------------------------------- | ----------------------------------------------- | ----------------------------------------------- | ----------------------------------------------- | ----------------------------------------------- | ----------------------------------------------- | ----------------------------------------------- | ----------------------------------------------- | ----------------------------------------------- | ----------------------------------------------- | ----------------------------------------------- | ----------------------------------------------- | ----------------------------------------------- | ----------------------------------------------- |
| 1864                                            | 1878                                            | 1890                                            | 1900                                            | 1911                                            | 1920                                            | 1930                                            | 1940                                            | 1950                                            | 1960                                            | 1970                                            | 1981                                            | 1991                                            | 2001                                            | 2011                                            |
| 793                                             | 739                                             | 665                                             | 759                                             | 814                                             | 891                                             | 1 010                                           | 1 073                                           | 1 021                                           | 973                                             | 460                                             | 396                                             | 365                                             | 365                                             | 448                                             |